# Navegação visual
A navegação visual consiste no estabelecimento de um rumo ou rota com base em pontos conspícuos, facilmente identificáveis no terreno, ou na linha de costa.
Estes pontos conspícuos devem ser facilmente identificáveis e visíveis de grandes distâncias. A progressão é aferida pela evolução face ao ponto conspícuo escolhido (mais próximo, mais afastado, etc).